# Euxoa segnilis
Euxoa segnilis là một loài bướm đêm trong họ Noctuidae.